# Samuel Aleksander Komorowski
Samuel Aleksander Komorowski herbu Dołęga Odmienna (zm. 20 października 1659 roku) – marszałek Trybunału Głównego Wielkiego Księstwa Litewskiego w 1642 roku, chorąży wiłkomierski w latach 1650–1652,  podstoli wiłkomierski w latach 1643–1650, oboźny litewski w 1654 roku, podczaszy wiłkomierski w latach 1635–1643, regimentarz wojsk litewskich, starosta wiłkomierski w latach 1652–1659, dworzanin jego Królewskiej Mości, rotmistrz husarski, kalwinista.
Poseł na sejm 1639 roku, sejm 1645 roku, sejm 1646 roku. Poseł na sejmy ekstraordynaryjne 1642 i 1647 roku. Poseł na sejm zwyczajny 1652 roku, sejm nadzwyczajny 1652 roku, sejm 1658 roku.
Brał udział w wojnie „smoleńskiej” z Moskwą, wojnie „ukraińskiej” z Moskwą, w walkach z Kozakami i ze Szwedami.  Na sejmie nadzwyczajnym 1652 roku wyznaczony z Koła Poselskiego komisarzem do zapłaty wojsku Wielkiego Księstwa Litewskiego. W czasie Potopu szwedzkiego 18 maja 1658 roku stoczył pod Szkudami nierozstrzygniętą bitwę z armią feldmarszałka Roberta Douglasa, który został zmuszony do rezygnacji z ataku na Żmudź. 19 września 1659 roku zdobył wraz z Aleksandrem Hilarym Połubińskim twierdzę Goldynga (Kuldīga) w Kurlandii. Z okazji tego sukcesu książę Bogusław Radziwiłł wydał na zamku w Grobinie ucztę, po której Samuel Komorowski zginął tragicznie uduszony przypadkowo szalem, który wkręcił się w koło kolasy.
Po śmierci Komorowskiego naczelne dowództwo nad armia litewską w Inflantach objął oboźny litewski Michał Kazimierz Pac.